# Piotrków Kujawski
Piotrków Kujawski (germană Petrikau) este un oraș în Polonia.